# Guadalupe de las Flores
Guadalupe de las Flores är en ort i Mexiko.   Den ligger i kommunen San Antonino Monte Verde och delstaten Oaxaca, i den sydöstra delen av landet, 260 km sydost om huvudstaden Mexico City. Guadalupe de las Flores ligger 2 173 meter över havet och antalet invånare är 231.
Terrängen runt Guadalupe de las Flores är bergig. Runt Guadalupe de las Flores är det glesbefolkat, med 9 invånare per kvadratkilometer. Närmaste större samhälle är San Antonio Yodonduza Monteverde, 4,2 km söder om Guadalupe de las Flores. I omgivningarna runt Guadalupe de las Flores växer huvudsakligen savannskog.